# Morton Berger
Morton Robert Berger – nauczyciel szkoły średniej w Arizonie, skazany na 200 lat więzienia (bez możliwości probacji, warunkowego przedterminowego zwolnienia ani ułaskawienia) za posiadanie dwudziestu zdjęć przedstawiających dziecięcą pornografię, prawdopodobnie ściągniętych z internetu. Wyrok ten, najmniejszy na jaki pozwala prawo Arizony, został podtrzymany przez Sąd Najwyższy Arizony w 2006. 26 lutego 2007 Sąd Najwyższy Stanów Zjednoczonych odmówił rozpatrzenia dalszej apelacji.

## Przestępstwo
W 2002 Berger został aresztowany, po nalocie policji na jego dom, za posiadanie dużej kolekcji dziecięcej pornografii, którą zbierał przez sześć lat. Zarzucono mu 35 przypadków seksualnego wykorzystania nieletnich, po jednym zarzucie na każde zdjęcie; piętnaście z tych zarzutów zostało oddalonych. Berger został skazany przez ławę przysięgłych za pozostałe dwadzieścia zdjęć.

## Wyrok
Niecodzienna kara 200 lat więzienia składa się z dziesięciu lat za każde zdjęcie – minimalna kara dozwolona przez prawo stanowe. Każde zdjęcie uznano za osobne przestępstwo, więc sędzia ustalił, że kary będą odbywać się po kolei. Największa kara proponowana przez prokuratora to 340 lat, a największa kara możliwa do zasądzenia to 480 lat.

## Apelacje
Prawnicy Bergera odwołali się od wyroku cytując 8. poprawkę do Konstytucji Stanów Zjednoczonych, zabraniającą "okrutnych i nietypowych kar". Przekonywali, że chociaż jedna dziesięcioletnia kara nie jest zbyt wielka, to łączny wyrok 200 lat więzienia jest ogromnie nieporównywalny do winy Bergera, biorąc pod uwagę fakt, że za zabójstwo lub gwałt na dziecku nie otrzymałby takiego długiego wyroku. Po przegranej w Arizona Court of Appeals złożyli apelację w Sądzie Najwyższym Arizony, który orzekł 10 maja 2006.
Część sędziów Sądu Najwyższego Arizony przychylała się do argumentów Bergera. Wiceprezes sądu Rebecca White powołała się na prawo, nakazujące obowiązkowy wyrok minimalny, obowiązkową zasadę wykonywania wyroków po kolei i brak możliwości probacji jako potrójne przekleństwo ("triple whammy"), zauważając, że "kara znacznie przekracza kary zasądzane w jakiejkolwiek innej jurysdykcji za podobne przestępstwa i że jest większa niż kary zwykle orzekane za przestępstwa skutkujące poważnym uszkodzeniem ciała lub nawet śmiercią ofiar".
Mimo wątpliwości, sąd był zobowiązany precedensami do podtrzymania wyroku, twierdząc, że wykonywane po kolei wyroki, które sumują się do jednego bardzo długiego wyroku, nie są niekonstytucyjne, o ile wszystkie pojedyncze wyroki są zgodne z konstytucją. Wyrok był praktycznie jednomyślny.
26 lutego 2007 Sąd Najwyższy Stanów Zjednoczonych odmówił rozpatrzenia dalszej apelacji.